# Fußball-Weltmeisterschaft 1962/Bulgarien
Dieser Artikel behandelt die bulgarische Fußballnationalmannschaft bei der Fußball-Weltmeisterschaft 1962.

## Qualifikation
| Frankreich | - | Bulgarien  | 3:0 | Wisnieski 48', Marcel 58', Cossou 80'                    |
| Finnland   | - | Bulgarien  | 0:2 | Iliew 33', Kolew 75'                                     |
| Bulgarien  | - | Finnland   | 3:1 | Jakimow 28', Diew 34', Welitschkow 86' / Pietiläinen 10' |
| Bulgarien  | - | Frankreich | 1:0 | Iliew 89'                                                |

Entscheidungsspiel in Mailand:
| Bulgarien | – | Frankreich | 1:0 | Jakimow 47' |

## Aufgebot
| Nummer / Name | Nummer / Name         | Damaliger Verein    | Geburtstag | Länderspiele |
| Torhüter      | Torhüter              | Torhüter            | Torhüter   | Torhüter     |
| ------------- | --------------------- | ------------------- | ---------- | ------------ |
| 1             | Georgi Najdenow       | ZDNA Sofia          | 21.12.1931 |              |
| 18            | Iwan Iwanow           | Tscherno More Warna | 1942       |              |
| 20            | Nikola Parschanow     | Spartak Plewen      |            |              |
| Abwehr        |                       |                     |            |              |
| 2             | Kiril Rakarow         | ZDNA Sofia          | 24.05.1932 |              |
| 3             | Iwan Dimitrow         | Lokomotive Sofia    | 14.05.1935 |              |
| 4             | Stojan Kitow          | Spartak Sofia       | 27.08.1938 |              |
| 5             | Dimitar Kostow        | Lewski Sofia        | 26.07.1936 |              |
| 8             | Dimitar Dimow         | Spartak Plowdiw     | 13.12.1937 |              |
| 12            | Dobromir Schetschew   | Spartak Sofia       | 12.11.1942 |              |
| 22            | Georgi Nikolow        | ZDNA Sofia          | 11.06.1937 |              |
| Mittelfeld    |                       |                     |            |              |
| 6             | Nikola Kowatschew     | ZDNA Sofia          | 04.06.1934 |              |
| 7             | Todor Diew            | Spartak Plowdiw     | 28.01.1934 |              |
| 16            | Alexander Kostow      | Lewski Sofia        | 05.03.1938 |              |
| 17            | Pantelei Dimitrow     | ZDNA Sofia          |            |              |
| Angriff       |                       |                     |            |              |
| 9             | Christo Iliew         | Lewski Sofia        | 11.05.1936 |              |
| 10            | Iwan Kolew            | ZDNA Sofia          | 01.11.1930 |              |
| 11            | Dimitar Jakimow       | ZDNA Sofia          | 12.07.1941 |              |
| 13            | Petar Welitschkow     | Lokomotive Sofia    | 08.08.1940 |              |
| 14            | Georgi Sokolow        | Lewski Sofia        | 19.06.1942 |              |
| 15            | Georgi Asparuchow     | Botew Plowdiw       | 04.05.1943 |              |
| 19            | Dinko Dermendschiew   | Botew Plowdiw       | 02.06.1941 |              |
| 21            | Panajot Panajotow     | Roter Stern Belgrad | 30.12.1930 |              |
| Trainer       |                       |                     |            |              |
|               | Georgi Patschedschiew |                     | 01.03.1916 |              |

## Spiele der bulgarischen Mannschaft

### Erste Runde
- Argentinien –  Bulgarien 1:0 (1:0)

Stadion: Estadio El Teniente (Rancagua)
Zuschauer: 7134
Schiedsrichter: Gardeazábal (Spanien)
Tor: 1:0 Facundo (4.)
- Ungarn –  Bulgarien 6:1 (4:0)

Stadion: Estadio El Teniente (Rancagua)
Zuschauer: 7442
Schiedsrichter: Gardeazábal (Spanien)
Tore: 1:0 Albert (1.), 2:0 Albert (6.), 3:0 Tichy (8.), 4:0 Solymosi (12.), 5:0 Albert (53.), 5:1 Sokolow (64.), 6:1 Tichy (70.)
- England –  Bulgarien 0:0

Stadion: Estadio El Teniente (Rancagua)
Zuschauer: 5700
Schiedsrichter: Blavier (Belgien)
In der Gruppe 4 überzeugte besonders die junge ungarische Mannschaft, die vor allem gegen England (2:1) und Bulgarien (6:1) brillierte. Die Stars bei den technisch überzeugenden Magyaren waren Torwart Grosics (letzter Spieler aus dem 54er-Team) und der großartige junge Mittelstürmer Flórián Albert. Als Albert gegen Argentinien fehlte, reichte es prompt nur zu einem 0:0. Derweil sicherte sich England mit Mühe den zweiten Platz, wobei das Torverhältnis gegenüber Argentinien entschied. Beim 3:1-Erfolg gegen die Gauchos zeigten die Engländer, bei denen Jimmy Greaves und Bobby Charlton dominierten, ihre beste Leistung.